# Spilosoma pilosoides
Spilosoma pilosoides là một loài bướm đêm thuộc phân họ Arctiinae, họ Erebidae.